# Agathia lacunaria
Agathia lacunaria là một loài bướm đêm trong họ Geometridae.